# Гърбушкото от Нотр Дам
Гърбушкото от Нотр Дам (на английски: The Hunchback of Notre Dame) е американски анимационен романтичен драматичен филм от 1996 г., продуциран от Уолт Дисни Фийчър Анимейшън за Уолт Дисни Пикчърс и разпространяван от Буена Виста Пикчърс. Това е 34-тият пълнометражен анимационен филм на Дисни и седмият, продуциран през периода на Дисни Ренесанса. Филмът е базиран на романа Парижката Света Богородица от 1831 г. на писателя Виктор Юго. В центъра на сюжета е Квазимодо, гърбавият звънар на Нотр Дам и неговата борба за приемане в обществото. Режисьори на филма са Кърк Уайз и Гари Трусдейл, а продуцент е Дон Хан и е озвучен с гласовете на Том Хълс, Деми Мур, Тони Джей, Кевин Клайн, Пол Кандел, Джейсън Александър, Чарлс Кимброу, Мери Уикес и Дейвид Огдън Стиърс.
Филмът се счита за един от най-мрачните анимационни филми на Дисни, тъй като разказът проследява зрели теми като детеубийството, похотта, проклятията, геноцида и греха, въпреки промените, които са направени от романа на Юго. Музиката е написана от Алан Менкен, а текстовете към песните – от Менкен и Стефан Шварц, с когото са си сътрудничили във филма Покахонтас от 1995 г.
Премиерата на Гърбушкото от Нотр Дам е на 21 юни 1996 г., получава положителни отзиви от критиците и постига търговски успех, печелейки над $ 325 млн. приходи в световен мащаб, превръщайки се в петия филм с най-добра печалба за 1996 г. Филмът печели награди „Оскар“ и „Златен глобус“ за музиката на Менкен. Продължението е на филма е Гърбушкото от Нотр Дам II от 2002 г., което е пуснато директно на VHS и DVD.

## Сюжет
Действието се развива през 1482 г. в Париж. Клопен, кукловод, разказва за произхода на гърбушкото. Група цигани се промъкват незаконно в Париж, но попазат в засада от съдия Клод Фроло, министър на правосъдието в града, и неговите войници. Една циганка обаче се опитва да избяга с деформираното си бебе, но Фроло я гони и убива при катедралата Нотр Дам. Той се опитва да убие и бебето, но се намесва архидяконът на катедралата и обвинява Фроло в убийството на невинната жена. За да заплати за греха си, Фроло с неохота се съгласява да отгледа деформираното дете в Нотр Дам като свой син, кръщавайки го Квазимодо.
Двадесет години по-късно. Квазимодо е пораснал и се е превърнал в изолиран млад мъж, който е обитавал единствено катедралата без да излиза от нея. Тримата живи каменни гаргойли – Виктор, Юго и Лаверн – са единствената компания на Квазимодо и го насърчават да присъства на ежегодния Фестивал на глупците. Въпреки предупрежденията на Фроло, че ще бъде избягван заради външния си вид, Квазимодо присъства на фестивала и се прославя заради грозната си външност, като е унижаван от тълпата, след като двама от охранителите на Фроло започват бунт. Фроло отказва да помогне на Квазимодо, но милата циганка Есмералда се намесва, освобождавайки звънара и използва магически трик, за да избегне ареста. Фроло изпраща обратно в катедралата Квазимодо.
Есмералда следва Квазимодо в Нотр Дам, а тя е последвана от капитан Феб. Феб отказва да арестува Есмералда заради магьосничеството ѝ и я затваря в катедралата. Есмералда намира Квазимодо и се сприятелява с него, а той ѝ помага да избяга от катедралата от благодарност, че го е защитила по-рано. Тя дава медальон на Квазимодо, съдържащ карта към скривалището на циганите – Двора на чудесата. Скоро след случилото се, Фроло започва да изпитва похотливи чувства към Есмералда и след като ги осъзнава, моли Дева Мария да го спаси от нейното „заклинание“, за да избегне вечното проклятие. Когато Фроло открива, че Есмералда е избягала, организира група за нейното преследване из целия град, която подкупва и арестува цигани и подпалва къщи по пътя си. Феб е ужасен от злините на Фроло и му се противопоставя, като тогава Фроло го осъжда на смърт. Докато бяга, Феб е уцелен от стрела и пада в река Сена, но Есмералда го спасява, отвеждайки го в Нотр Дам, където се скриват. Гаргойлите насърчават Квазимодо да признае чувствата си, които изпитва към Есмералда, но сърцето му е разбито, когато научава, че тя и Феб са се влюбили.
По-късно същата нощ Фроло се връща в Нотр Дам и открива, че Квазимодо е помогнал на Есмералда да избяга. Той лъже гърбушкото, че знае за местонахождението на Двора на чудесата и че възнамерява да го атакува призори с 1000 мъже. Използвайки картата, дадена му от Есмералда, Квазимодо и Феб намират Двора, за да предупредят циганите, като в същото време Фроло ги проследява и улавя всички цигани.
Фроло се готви да изгори Есмералда на клада, след като тя отблъсква чувствата му, но Квазимодо я спасява и отвежда в катедралата. Феб освобождава циганите и събира парижани срещу Фроло и хората му, които се опитват да влязат в Нотр Дам. Квазимодо и гаргойлите изливат разтопено олово на улиците, за да попречат на щурмуването на катедралата, но Фроло успява да се вмъкне. Той преследва Квазимодо и Есмералда до един балкон, където Фроло и Квазимодо се сбиват и падат от ръба. Фроло пада в разтопеното олово, а Квазимодо е спасен от Феб на по-нисък етаж. След това Квазимодо приема любовта между Есмералда и Феб и им дава своята благословия. Двамата го насърчават да напусне катедралата и да заживее във външния свят, където гражданите го приветстват като герой и го приемат в обществото.

## Актьори
- Том Хълс – Квазимодо, 20-годишният гърбав звънар на катедралата Нотр Дам, който мечтае да види живота извън катедралата. Въпреки че Клод Фроло непрекъснато натяква на Квазимодо, че е чудовище, встъпителната песен на Клопен моли зрителите да преценят сами „кой е чудовището и кой е човекът“. Джеймс Бакстър е главният аниматор на Квазимодо.
- Деми Мур – Есмералда, красива и танцуваща циганка, която се сприятелява с Квазимодо и му показва, че душата му е красива, дори ако външността му не е такава. Тя е изключително независима и с бърз ум, отвръщава се от предразсъдъците на Фроло и жестокото отношение към циганите и всички, които са изгонени несправедливо от Париж, като търси справедливост за тях през целия филм. Влюбва се, а по-късно се омъжва за капитан Феб. Тони Фусил е главният аниматор на Есмералда.
  - Хайде Моленхауер – Есмералда (вокал).
- Тони Джей – Клод Фроло, безмилостен, самодоволен, религиознофанатичният министър на правосъдието на Париж, осиновителят на Квазимодо. Той вярва, че е повече от останалите хора, защото вярва, че всички хора (освен него) са покварани. Таи омраза към всички цигани и има огромно желание да заличи расата им. Подобно на оригиналния персонаж от романа на Юго, Фроло показва садистична и похотлива мания към Есмералда. Той вярва, че всичко, което прави, е по Божия воля, въпреки честите развогласия между него и архидякона на Нотр Дам.[3] Кати Зелински е главният аниматор на Фроло.
- Кевин Клайн – Феб, войник, който е с чин капитан в гвардията на Фроло. Той не одобрява методите на Фроло и спасява хората винаги, когато са в опасност, включително Есмералда, в която по-късно се влюбва и жени. Ръс Едмъндс е главният аниматор на Феб и Ахил (неговия кон).
- Пол Кандел – Клопен Труйфлу, кукловод, разказвач и лидер на циганите и крадците в Париж. Майкъл Съри е главният аниматор на Клопен.
- Чарлс Кимброу, Джейсън Александър и Мери Уикес – Виктор, Юго и Лаверн, трите гаргойли, които са най-добрите приятели на Квазимодо и негови пазители. Това е последното актьорско изпълнение на Уикс, която умира на 85-годишна възраст година преди излизането на филма. Джейн Уидърс довършва озвучаването на диалозите, в които участва Лаверн и в продължението на филма. Дейвид Пруиксма е главният аниматор на Виктор и Уго, а Уил Фин – на Лаверн.
- Дейвид Огдън Стиърс – Архидяконът, главният свещеник в Нотр Дам, любезен човек, който помага на много герои през целия филм, включително на Квазимодо и Есмералда, като никога не одобрява действията на Фроло. Дейв Бърджис е главният аниматор на архидякона.
- Франк Уелкър – Джали, козата домашен любимец на Есмералда; към нея любовен интерес проявява Юго. Рон Хъсбанд е главният аниматор на Джали. Уелкър озвучава и малката птичка, която Квазимодо успява да убеди да отлети.
- Кори Бъртън – Грубият войник, брутален войник от гвардията на Фроло, когото той посочва за капитан. Бъртън озвучава и мелничаря, чиято мелница е опожарена от Фроло.
- Бил Фейгърбаки – Малоумният войник, дебелашки войник от гвардоята на Фроло, когото той посочва за лейтенант.
- Гари Трусдейл – Старият еретик, затворник, който мечтае да бъде свободен.
- Мери Кей Бъргман – Майката на Квазимодо, убита от Фроло.
- Боб Бъргън – Ахил, конят на Феб. Берган озвучава и Квазимодо като бебе.
- Джим Къмингс, Патрик Пиней и Филип Проктор озвучават няколко войници от войската на Фроло.
  - Къмингс и Пиней озвучават и няколко цигани.

## Продукция

### Разработка
Идеята за филма идва от Дейвид Стейнтън, вицепрезидент на компанията, през 1993 г., който е вдъхновен да превърне романа Парижката Света Богородица на Виктор Юго в пълнометражен анимационен филм, след като прочита комикс-адаптацията на романа от американската поредица Classics Illustrated. Тогава Стейнтън излага своята идея пред президента на компанията Джефри Каценберг. След Красавицата и звярът Гари Трусдейл се възползва от възможността да си почине от режисурата, като прекарва няколко месеца в разработване на историята за филма Цар лъв. По-късно, Трусдейл и Кърк Уайз се опитват да разработят анимационен филм, базиран на мита за Орфей, озаглавен Песен за морето, адаптирайки го, като превръщат главния герой в гърбат кит, обитаващ океана. Докато работили по проекта, двамата били извикани от Каценберг, който им казал да зарежат кита и да се захващат с Гърбушкото.
През лятото на 1993 г. започва работата върху Гърбушкото от Нотр Дам. През октомври 1993 г. режисьорите Гари Трусдейл и Кърк Уайз, художественият директор Дейвид Гьоц, Рой Конли, Ед Гертнер, Уил Фин, Алан Менкен и Стивън Шварц предпримат пътуване до Париж, Франция, за десет дни; три дни са посветени на проучване на Нотр Дам, включително обиколка на рядко забелязвани обекти като истински проходи, стълбища, кули и скрито помещение, в рамките на което Юго определя действията в ромата. Включени са и посещения на Двореца на правосъдието и оригинално местоположение на Двора на чудесата.

### Сценарий
Сценаристът Таб Мърфи се присъединява към проекта, за да напише сценария, в който Квазимодо трябва да бъде в центъра на историята, както е в по-ранните адаптации на романа. Междувременно, Мърфи замисля любовна история между Квазимодо и Есмералда, но по-късно е променена, създавайки се любовен триъгълник, в който е включен и Феб. Някои от основните герои на романа са изцяло изтласкани. Гаргойлите на Нотр Дам са добавени към историята от Трусдейл и Уайс. Представянето им като приятели и довереници на Квазимодо е вдъхновено от част от романа, която гласи „Другите статуи, тези на чудовища и демони, не изпитваха омраза към Квазимодо… Светиите бяха негови приятели и го благословиха, че чудовищата бяха негови приятели и го закриляха. По този начин той ще излее сърцето си към тях“. Една от първите промени, направени в изпълнение на молбата на Дисни, е да се превърне злодеят Клод Фроло в съдия, а не в архидякон, като по този начин се избягва религиозната чувствителност в завършения филм.

### Анимиране
Покрай Покахонтас (1995) сторибордът на Гърбушкото от Нотр Дам е сред първите, които са създадени за анимационен филм в новата сграда на Дисни Фийър Анимейшън, съседна на основната сграда на Дисни в Бърбанк, отворила врати през 1995 г. Въпреки това, повечето аниматори са заети по същото време с Цар лъв и Покахонтас и в резултат на това са наети повече аниматори от Канада и Обединеното кралство, които да се присъединят към продуцентския екип за филма.

### Музика
Работейки над „Покахонтас“ в продължение на една година, на Алан Менкен и Стивън Шварц са предлагани множество филмови проекти, когато те решават да работят върху Гърбушкото от Нотр Дам, привлечени от основни теми за социално отхвърления Квазимодо в борбата за освобождаването му от психологическото господство от страна на Фроло, според Шварц.
Филмът има много музикални мотиви, които звучат през целия филм, в зависимост от действието в сюжета. Саундтракът включва музикална партитура, написана от Алан Менкен, и песни, написани от Менкен и Стивън Шварц.

## Теми и интерпретации
Тематичните проблеми, с които се занимава филма, са детеубийството, похотта, проклятието и греха, както и вярата в обичта на всепрощаващия Бог. Според Марк Пински, това също предполага „осъждане на абортите, евтаназията, расизма и (а)моралната съпротива срещу геноцида“.
Гърбушкото от Нотр Дам е първият и единствен анимационен филм на Дисни, съдържащ основен акцент към традиционната религиозна вяра – в случая предроферматорския католицизъм. Всъщност думите „Бог“, „Господ“ и „ад“ са изречени повече в този филм, отколкото във всеки друг.
Фроло е сложна фигура, която се разкъсва между „добро и зло; целомъдрие и похот“. Докато църквата представлява „духът на християнски Бог“, това е съчетано с жестоките действия и бързите преценки на Фроло, който твърди, че върши Божия работа. Евангелието според Дисни обяснява, че „докато заявената цел на Фроло е да очисти света на порока и греха, според встъпителната песен той „видя корупция навсякъде, освен в себе си“, защото „убийството на жената на стъпалата е сложило душата на Фроло в смъртна опасност“, той трябва да вземе детето и да го гледа като покаяние. Още тогава Фроло се освобождава от греха на убийството, като твърди, че „Бог работи по мистериозни начини“ и обмисля дали „детето може да му бъде от полза един ден“. По време на песента „God Help the Outcasts“, Есмералда изтъква, че Исус – човекът, в чието име религиозни хора като Фроло преследват и покоряват „божии деца“ – всъщност е измамник.
Според продуцентските бележки на филма, Квазимодо „символично се разглежда като ангел в тялото на дявола“. Той е „хванат между небето над (и) мрачните улици на градския Париж, разглеждан като Ада“. Версията на азбуката, която Квазимодо рецитира в ежедневен ритуал, отразява погледа на Фроло за света – пълен с мерзости и богохулство. Непрекъснато му се напомня, че е деформиран, грозен, чудовище и измамник, който би бил мразен, ако някога напусне границите на катедралата.
Филмът също критикува материализма. Когато Есмералда пее „God Help The Outcasts“, тя „върви в обратна посока на по-проспериращите богомолци, които се молят за материални и земни награди“. Един литературен похват, включен в песента, е използването на контраст и ирония; богатите граждани се молят за богатство, слава и „за слава да свети на имената им“, докато бедстващата Есмералда се моли за бедните и онеправданите.

## Издаване
През 1994 г. премиерата на филма е насрочена за Коледа през 1995 г., въпреки че според съобщенията Парижката Света Богородица е отложен след напускането на Джефри Каценберг от Уолт Дисни Къмпани. Към януари 1995 г. датата за премиера е насрочена за лятото на 1996 г. Премиерата се състоя 19 юни 1996 г. в Ню Орлиънс Супердом, където е излъчен на шест огромни екрана.

### Маркетинг
Като част от промоцията на филма, Уолт Дисни Рекърдс доставя два милиона продукта, включително домашни видеоклипове с песни, компактдискове със саундтрак, както и „My First Read Along“, книга по филма. След пускането на пазара, Гърбушкото от Нотр Дам е придружен от мащабна маркетингова кампания на стойност над 40 милиона долара с търговски връзки с Burger King, Payless Shoes, Нестле и Mattel. До 1997 г. Дисни печели приблизително 500 милиона долара печалба от продукти, базирани на филма.

### Домашна употреба
Филмът е издаден на VHS за домашна употреба, като приходите от наеми и продажби за лятото на 1998 г. надхвърлят $ 200 милиона. Първоначално е планирано DVD издание на филма за декември 2000 г., но вместо това е издаден на 19 март 2002 г. като специално издание, заедно с продължението му Парижката Света Богородица II, което е пуснато директно за DVD продажба. Blu-Ray изданието на филма е пуснато за продажба на 12 март 2013 г.

## Адаптации

### Римейк
През януари 2019 г. е обявен игрален филм на Гърбушкото от Нотр Дам. Сценарият ще бъде дело на Дейвид Хенри Хуанг, а Менкен и Шварц отново ще бъдат автори на музиката. Джош Гад, Дейвид Хоберман и Тод Либерман ще се заемат с продуцирането, като се смята, че Гад ще изпълни ролята на Квазимодо. Филмът, озаглавен Гърбушкото, ще черпи елементи както от анимационния филм, така и от романа на Виктор Юго.

## В България
В България филмът е излъчен през 2017 г. по HBO с български войсоувър дублаж на „Доли Медия Студио“. Екипът се състои от:
| Озвучаващи артисти  | Ася Рачева Явор Караиванов Росен Русев Константин Каракостов Христо Чешмеджиев |
| Преводач            | Боряна Богданова                                                               |
| Тонрежисьор         | Мартин Николов                                                                 |
| Режисьор на дублажа | Йоанна Микова                                                                  |